# فيلي براينت
فيلي براينت (بالإنجليزية: Willie Bryant)‏ هو عازف جاز ومغني أمريكي، ولد في 30 أغسطس 1908 في نيو أورلينز في الولايات المتحدة، وتوفي في 9 فبراير 1964 في لوس أنجلوس في الولايات المتحدة بسبب نوبة قلبية.

## وصلات خارجية
- فيلي براينت على موقع IMDb (الإنجليزية)
- فيلي براينت على موقع ميوزك برينز (الإنجليزية)
- فيلي براينت على موقع أول ميوزيك (الإنجليزية)
- فيلي براينت على موقع قاعدة بيانات الفيلم (الإنجليزية)